# Harley-Davidson Pan America
La Harley-Davidson Pan America è un modello della casa motociclistica statunitense Harley-Davidson annunciato nel 2018 e messo in produzione dal 2021. Si tratta di un nuovo modello che esce dalla prevalente linea custom della casa e più orientato verso le moto da turismo.
È alimentato da un nuovo motore bicilindrico a V di 60° da 1.250 cm³ raffreddato a liquido chiamato Revolution Max, dalla potenza di 152 CV (112 Kw) a 8750 giri/min.